# Chrystyniwka
Chrystyniwka (ukr. Христинівка) – miasto na Ukrainie, w obwodzie czerkaskim, w rejonie humańskim.

## Historia
Prawa miejskie od 1956 roku.
W 1989 liczyło 13 332 mieszkańców.
W 2009 roku wzniesiono w mieście pomnik Iwana Gonty.
W 2013 liczyło 10 860 mieszkańców.
W październiku 1815 roku przeniósł się tutaj z Podola 13-letni Seweryn Goszczyński z rodziną. Stąd przyszły polski poeta romantyczny i belwederczyk wyruszył na naukę do szkoły w Humaniu.
Miejsce urodzenia Ołeksandra Kornijczuka – ukraińskiego dramatopisarza, działacza społeczno-politycznego i męża Wandy Wasilewskiej.